# コールマン・ホーキンス
コールマン・ホーキンス（Coleman Hawkins、1904年11月21日 - 1969年5月19日）は、アメリカ合衆国ミズーリ州出身のジャズ・サックス奏者。スウィング・ジャズ世代のミュージシャンとしては珍しく、第二次世界大戦後はビバップの分野で活躍し、サックス奏者に限らず、多くの後進ミュージシャンに影響を与えた。

## 来歴
1922年にニューヨークに進出し、当初はブルースの分野で活動。1923年、フレッチャー・ヘンダーソン楽団に加入。翌年、この楽団にルイ・アームストロングが加入。ニューオーリンズ・ジャズに根ざしたアームストロングのスタイルに影響を受け、ホーキンスも、荒々しさと洒落っ気を兼ね備えた演奏スタイルを確立。やがてフレッチャー・ヘンダーソン楽団の看板奏者に成長していった。
1934年からはヨーロッパに渡り、ジャンゴ・ラインハルトやステファン・グラッペリとも共演。1939年に帰国すると、バンド・リーダーとして、後にスタンダード・ナンバーとなる「ボディ・アンド・ソウル」等を録音。
1940年代には、ビバップという新しいジャズが登場。ホーキンスもこの流れに注目し、セロニアス・モンクやマックス・ローチ等の若手を育てる。1957年、教え子的存在であるセロニアス・モンクのリーダー・アルバム『モンクス・ミュージック』に、ジョン・コルトレーンやアート・ブレイキーと共に参加。
1958年には代表作でもあるアルバム『ハイ・アンド・マイティ・ホーク』を、古くから親交のあったハンク・ジョーンズらと録音。
1960年前後には、トミー・フラナガン等と結成したレギュラー・カルテットで活動し、また、マックス・ローチやバド・パウエルのアルバムにも参加。1962年にはデューク・エリントンと共演。1963年には、ホーキンスの信奉者として知られるソニー・ロリンズと共演。
1960年代後半は活動が停滞し、1969年に肺炎で亡くなる。

## ディスコグラフィ

### リーダー・アルバム
- 『ザ・ホーク・リターンズ』 - The Hawk Returns (1954年、Savoy)
- Timeless Jazz (1955年、Jazztone)
- The Hawk Talks (1955年、Decca) ※1952年-1953年録音
- Accent on Tenor Sax (1955年、Urania)
- The Hawk in Hi Fi (1956年、RCA Victor) ※with Billy Byers and his orchestra
- 『ホーク・イン・パリ』 - The Hawk in Paris (1956年、Vik) ※with Manny Albam and his orchestra
- 『ザ・ギルデッド・ホーク』 - The Gilded Hawk (1956年、Capitol) ※with Glen Osser and his orchestra。旧邦題『ホーキンズ・イン・ザ・ムード』
- 『ザ・ホーク・フライズ・ハイ』 - The Hawk Flies High (1957年、Riverside)
- 『コールマン・ホーキンス&オール・スターズ・アット・ニューポート'57』 - The Coleman Hawkins, Roy Eldridge, Pete Brown, Jo Jones All Stars at Newport (1957年、Verve)
- 『コールマン・ホーキンスとベン・ウェブスター』 - Coleman Hawkins Encounters Ben Webster (1957年、Verve) ※with ベン・ウェブスター
- 『ザ・ジニアス・オブ・コールマン・ホーキンス』 - The Genius of Coleman Hawkins (1957年、Verve)
- 『コールマン・ホーキンス・アンド・ヒズ・カンフレアス』 - Coleman Hawkins and Confrères (1958年、Verve) ※with オスカー・ピーターソン・トリオ、ロイ・エルドリッジ、ベン・ウェブスター
- 『ハイ・アンド・マイティ・ホーク』 - The High and Mighty Hawk (1958年、Felsted)
- 『コールマン・ホーキンス・ミーツ・ザ・ビッグ・サックス・セクション』 - The Saxophone Section (1958年、World Wide)
- 『ビーン・バグズ』 - Bean Bags (1958年、Atlantic) ※with ミルト・ジャクソン
- 『ソウル』 - Soul (1958年、Prestige)
- Hawk Eyes (1959年、Prestige)
- 『コールマン・ホーキンス・ウィズ・ザ・レッド・ガーランド・トリオ』 - Coleman Hawkins with the Red Garland Trio (1959年、Moodsville) ※with レッド・ガーランド
- 『ヴェリー・サクシー』 - Very Saxy (1959年、Prestige) ※with バディ・テイト、アーネット・コブ、エディ・ロックジョウ・デイヴィス
- Coleman Hawkins All Stars (1960年、Swingville) ※with ジョー・トーマス、ヴィック・ディッケンソン
- At Ease with Coleman Hawkins (1960年、Moodsville)
- 『コールマン・ホーキンス』 - Coleman Hawkins and His Orchestra (1960年、Crown)
- 『ザ・ホーク・スウィング』 - The Hawk Swings (1960年、Crown) ※旧邦題『コールマン・ホーキンス・アルバム』
- 『ナイト・ホーク』 - Night Hawk (1960年、Swingville) ※with エディ・デイヴィス
- 『ザ・ホーク・リラクシーズ』 - The Hawk Relaxes (1961年、Moodsville)
- Things Ain't What They Used to Be (1961年、Swingville) ※プレスティッジ・スウィング・フェスティバルでの録音
- 『ジャズ・リユニオン』 - Jazz Reunion (1961年、Candid) ※with ピー・ウィー・ラッセル
- 『コールマン・ホーキンス&ロイ・エルドリッジ・アット・ジ・オペラ・ハウス』 - At The Opera House (1961年、Verve) ※with ロイ・エルドリッジ
- Good Old Broadway (1962年、Moodsville)
- The Jazz Version of No Strings (1962年、Moodsville)
- 『ホーキンス!エルドリッジ!ホッジス!アライヴ!』 - Hawkins! Eldridge! Hodges! Alive! At the Village Gate! (1962年、Verve) ※with ジョニー・ホッジス、ロイ・エルドリッジ
- 『ジェリコの戦い』 - Hawkins! Alive! At the Village Gate (1962年、Verve)
- Coleman Hawkins Plays Make Someone Happy from Do Re Mi (1962年、Moodsville)
- 『デューク・エリントン・ミーツ・コールマン・ホーキンス』 - Duke Ellington Meets Coleman Hawkins (1962年、Impulse!) ※with デューク・エリントン
- 『トゥデイ・アンド・ナウ』 - Today and Now (1962年、Impulse!)
- 『デサフィナード』 - Desafinado (1962年、Impulse!)
- 『バック・イン・ビーンズ・バッグ』 - Back in Bean's Bag (1963年、Columbia) ※with クラーク・テリー
- 『ソニー・ミーツ・ホーク』 - Sonny Meets Hawk! (1963年、RCA Victor) ※with ソニー・ロリンズ
- 『コールマン・ホーキンスとレスター・ヤング』 - Classic Tenors (1964年、Contact) ※with レスター・ヤング
- 『ラップト・タイト』 - Wrapped Tight (1965年、Impulse!)
- 『夜のロンリー・テナー・ムード』 - The Hawk & the Hunter (1965年、Mira)
- 『ザ・グレイテスト・ジャズ・コンサート イン・ザ・ワールド』 - The Greatest Jazz Concert in the World (1967年、Pablo) ※オムニバス・アルバム
- Disorder at the Border (1973年、Spotlite) ※1952年録音
- 『シリウス』 - Sirius (1975年、Pablo) ※1966年12月20日ニューヨーク録音
- 『1927〜1956』 - Indispensable (1984年、RCA) ※1927年-1956年のコンピレーション
- 『ボディ・アンド・ソウル』 - Body and Soul (1976年、RCA) ※1939年-1956年のコンピレーション
- 『レインボウ・ミスト〜アポロ・セッションズ1944』 - Rainbow Mist (1992年、Delmark) ※1944年録音。Apollo recordingsのコンピレーション
- 『シュープリーム〜ライヴ・アット・レフト・バンク・ジャズ・ソサエティ』 - Supreme (1995年、Enja) ※1966年録音
- The Best of Coleman Hawkins (2004年、Original Jazz Classics) ※1958年-1962年のコンピレーション